# Vanadzor
Vanadzor (örményül: Վանաձոր, korábbi nevei Karaklis - jelentése: „fekete templom” - és Kirovakan) Örményország harmadik legnagyobb városa, Lori tartomány székhelye. 2008-ban 116.929 lakosa volt. Jerevántól 128 km-re északra helyezkedik el.

## Története
Nevét a 13. században kapta egy, a szomszédos hegyen álló templomról. 1826-ban a település teljesen elpusztult az orosz-perzsa háború miatt. A város fejlődése 1899. után indult meg, ugyanis ekkor készült el a Tbiliszibe vezető vasútvonal. 1918. májusában a város közelében volt a második Kara Killisse-i csata.

## Híres emberek

### Vanadzorban születtek
- 2000: Rosa Linn a 2022-es Eurovíziós Dalfesztivál örmény képviselője

## Fordítás
- Ez a szócikk részben vagy egészben  a   Vanadzor című angol Wikipédia-szócikk fordításán alapul.  Az eredeti cikk szerkesztőit annak laptörténete sorolja fel. Ez a jelzés csupán a megfogalmazás eredetét és a szerzői jogokat jelzi, nem szolgál a cikkben szereplő információk forrásmegjelöléseként.